# کیکیکی
Kikiki گونه‌ای از مگس پریسا است که در مناطق هاوایی، کاستاریکا و ترینیداد یافت می‌شود. اندازه آن ۰.۱۵ میلیمتر می‌باشد که کوچکترین حشره‌ای است که تاکنون شناخته شده است.